# Dorfkirche Glienicke (Rietz-Neuendorf)

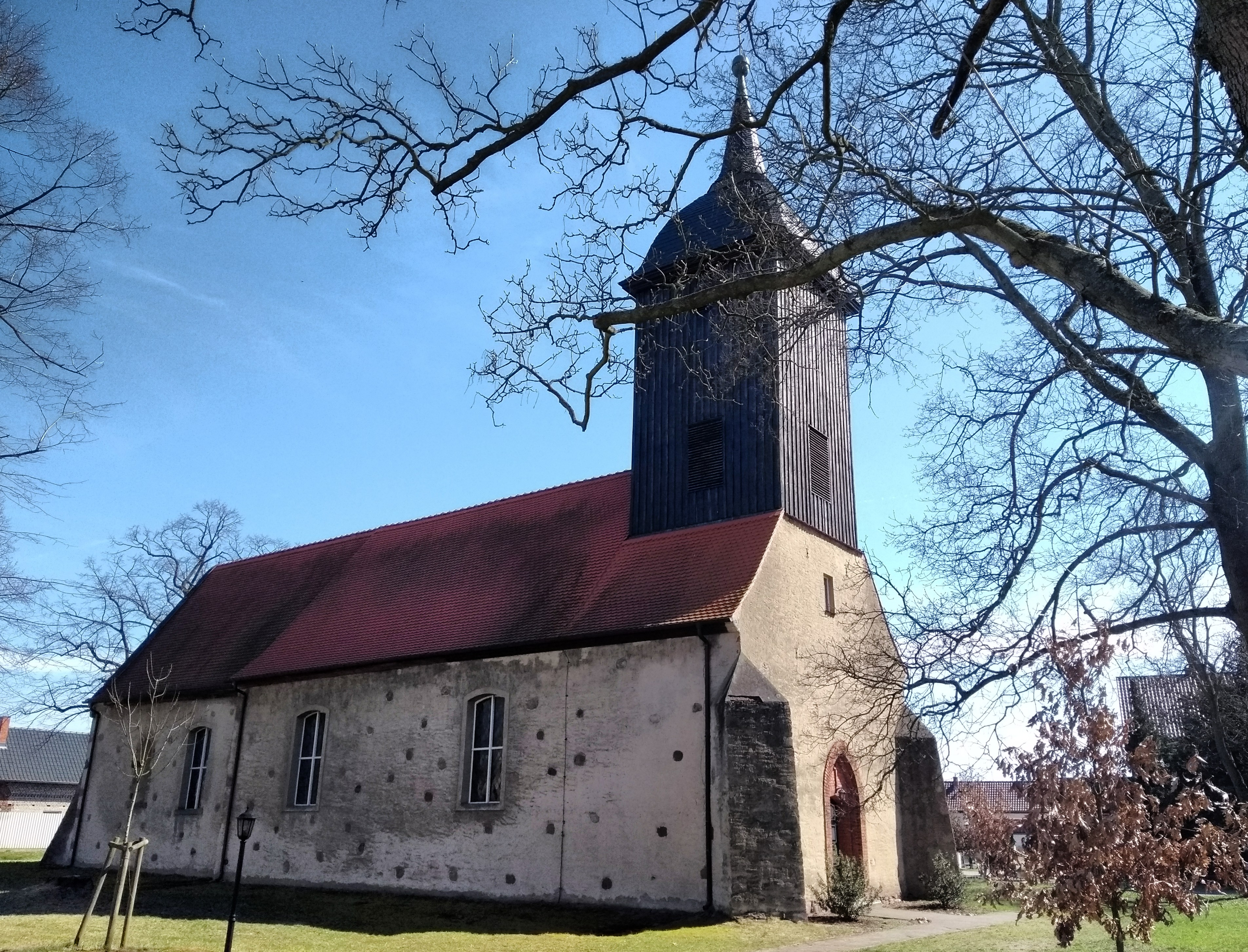
Dorfkirche Glienicke (2018)

Die evangelische Dorfkirche Glienicke ist eine Saalkirche im Ortsteil Glienicke der Gemeinde Rietz-Neuendorf des Landkreises Oder-Spree. Sie steht unter Denkmalschutz. Die Kirche gehört zum Kirchenkreis Oderland-Spree der Evangelischen Kirche Berlin-Brandenburg-schlesische Oberlausitz.

## Geschichte und Architektur
Der Feldsteinbau stammt aus der zweiten Hälfte des 13. Jahrhunderts. Das rechteckige Kirchenschiff mit eingezogenem Rechteckchor hat an der wahrscheinlich ursprünglichen Ostseite eine Dreifenstergruppe und ein Kreisfenster sowie drei spitzbogige Blenden im Giebel. 1783 wurden zwei Pfeiler zum Stützen der Ostwand angebracht. Im 19. Jahrhundert wurde das Gebäude verputzt. In dem verbretterten Dachturm mit barocker Schweifhaube hängen zwei in Bochum gegossene Stahlglocken aus dem Jahr 1917. An seiner Spitze befinden sich eine Kugel und eine Wetterfahne.
Das Innere des Sakralbaus ist flachgedeckt. Die hölzern gefasste Empore erstreckt sich entlang des südlichen und westlichen Kirchenschiffs. An der Nordwand des Altarraumes steht die hölzern gefasste Kanzel mit von einer Säule getragenem polygonen Kanzelkorb aus dem Jahr 1891.
Der hölzerne Altaraufsatz stammt aus dem Jahr 1650. In seinem Zentrum befinden sich fünf Schnitzfiguren aus einem um 1450/60 gefertigten Schrein. In der Mitte der Figurengruppe steht eine Strahlenkranzmadonna mit Jesuskind. Zu ihrer Linken sind die Heilige Dorothea und die Heilige Margareta angeordnet, rechts die Heilige Barbara und Katharina von Alexandrien. Im Altargiebel sitzt ein hölzerner Engelkopf. Zum Interieur der Kirche gehört ebenfalls ein separat aufbewahrter Abendmahlskelch aus dem Jahr 1647.
1996 bis 1998 wurde die Kirche umfangreich saniert.

## Orgel
Die Orgel befindet sich auf der Westempore. Sie wurde 1866–1867 von Gottfried Wilhelm Baer aus Niemegk gebaut und hat ein Manual, ein Pedal mit elf klingenden Registern. 1917 verlor das Instrument für Kriegszwecke seine Prospektpfeifen, die später durch Zinkpfeifen ersetzt wurden.
| Manual C–f3 |                     |     |
| 1.          | Bourdon             | 16′ |
| 2.          | Principal           | 8′  |
| 3.          | Gedact              | 8′  |
| 4.          | Viola di Gamba      | 8′  |
| 5.          | Dolzflöte           | 4′  |
| 6.          | Octave              | 2′  |
| 7.          | Cornett III (ab c1) |     |
| 8.          | Mixtur III          |     |

| Pedal C–d1 |           |     |
| 9.         | Subbass   | 16′ |
| 10.        | Violon    | 8′  |
| 11.        | Octavbass | 4′  |

- Koppel: I/P
- Calcantenzug